# Guillermo Patricio Kelly
Pour les articles homonymes, voir Kelly.
Guillermo Patricio Kelly (Avellaneda, province de Buenos Aires, 1921 — Buenos Aires, 2005) était un activiste, journaliste et homme politique argentin. 
Dans la décennie 1950, il milita dans le mouvement fascisant Alliance libératrice nationaliste (ALN), avant d’en prendre le contrôle par une révolution de palais en 1953, en évinçant le président-fondateur du mouvement, Juan Queraltó. Il entreprit alors de modérer le discours du mouvement, lui faisant en particulier abjurer son virulent antisémitisme, et le subordonna désormais entièrement au pouvoir péroniste. Lors des tentatives de coup d’État contre Perón en juin et septembre 1955 (avortée pour la première, aboutie pour la seconde), lui et ses militants seront parmi les défenseurs à outrance du gouvernement en place. Emprisonné en Patagonie par le nouveau régime militaire, il réussit à s’enfuir pour rejoindre Perón au Venezuela en 1958. Revenu en Argentine la même année, il fut bientôt repéré et incarcéré à nouveau à Ushuaïa, avant d’être libéré définitivement en 1963 ; as de l’évasion et du déguisement, il aura néanmoins passé ainsi au total près de huit ans en prison. Son travail journalistique consista notamment à publier une revue, Allianza, dans les années 1960, et à animer des émissions de radio après la restauration de la démocratie en 1983, souvent en adoptant des postures de provocateur, sa marque de fabrique.
Un observateur de la vie politique argentine nota à son sujet :

« Kelly [fut] l’homme le plus polémique, le plus dithyrambique, le plus dénonciateur et le plus débridé de la politique argentine de la deuxième moitié du siècle passé […]. Bretteur agressif, politiquement imprédictible, il fut accusé d’avoir travaillé pour le compte de tous les services de renseignements qui vinrent à passer sous ces lattitudes — de la CIA jusqu’au Mossad israélien […]. Kelly n’était pas un martien ; comme personnage outrancier, il éleva jusqu’à l’exagération nombre de caractéristiques avec lesquelles la politique se fait en Argentine. »

## Biographie

### Militantisme dans l’Alliance libératrice nationaliste
De grand-père irlandais et de mère suisse, Guillermo Patricio Kelly milita de bonne heure dans le mouvement fascisant Alliance libératrice nationaliste (en espagnol Alianza Libertadora Nacionalista, sigle ALN), créé en 1937 par Juan Queraltó sous la dénomination d’Alliance de la jeunesse nationaliste (AJN), et présidé par celui-ci depuis sa fondation. Kelly, en désaccord avec l’antisémitisme virulent du mouvement, en fut exclu pour « actions délictueuses », mais sera réintégré quelque temps plus tard. 
Trois jours après l’attentat à la bombe sur la place de Mai d’avril 1953, Kelly évinça Queraltó de la direction de l’ALN, lorsque par une action de commando, jusqu’ici mal élucidée, et apparemment avec l’appui de la police, il réussit à pénétrer dans le siège de l’ALN, désarmant la garde et s’emparant du bâtiment,,. Après ce coup de force, Kelly convoqua une assemblée générale au théâtre Augusteo, où il changea le nom du mouvement en Alianza Popular Nacionalista et en proscrivit toute forme de discrimination raciale. Queraltó fut ensuite expédié au Paraguay, où il restera, sous la protection du président Stroessner, jusqu’à son retour en Argentine en 1973.
L’arrivée de Kelly à la tête de l’Alliance fut suivie d’un changement radical d’orientation. En plus d’une inféodation totale au gouvernement de Perón, le mouvement s’interdisait désormais toute saillie antisémite, préférant à présent prôner la fraternité entre chrétiens et juifs, au moyen notamment d’un périodique homonyme. Kelly s’attacha à purger le parti de son passé antisémite et rencontra l’ambassadeur d’Israël en Argentine, le Dr Arie Kubovy, assurant celui-ci que l’ALN avait renoncé à son antisémitisme d’antan. Kelly fera même le voyage d’Israël et aura des entretiens avec des membres éminents de la communauté juive de Buenos Aires. En 1954 enfin, l’antisémitisme fut abjuré par le parti. Entre-temps, l’ALN s’était totalement subordonnée au pouvoir péroniste et lui servait essentiellement de troupe de choc.
Le 16 juin 1955 survint le bombardement de la place de Mai, par lequel un groupe de militaires opposés au gouvernement de Perón tenta (en vain) de l’assassiner et de mener un coup d’État. Pendant que plusieurs escadrilles d’avions de l’aéronavale, utilisant des munitions anti-aériennes, bombardaient la place de Mai, le palais gouvernemental Casa Rosada et le siège de la CGT, tout en mitraillant la foule présente sur la place, causant la mort de plus de 200 personnes, en majorité civiles, et que dans le même temps des troupes putschistes de l’infanterie de marine, aidés de supplétifs civils antipéronistes dits Commandos civils, tentaient sans succès de s’emparer d’édifices publics stratégiques autour de la place de Mai, Kelly et ses militants de l’ANL furent aux avant-postes de la résistance, se battant en duel avec les fusiliers marins et les Commandos civils.

### Chute de Perón, exil et séjour à Caracas
De même en septembre 1955, lors du coup d’État qui renversa Perón et à l’issue duquel fut instauré le régime dictatorial civico-militaire dit Révolution libératrice, les militants de Kelly seront parmi les défenseurs à outrance du gouvernement péroniste, à telle enseigne que le siège portègne de l’organisation, sis à l’angle de la rue San Martín et de l’Avenida Corrientes, dut, pour en dégager ses occupants, être  détruit à coups de canon par un char Sherman. Kelly, détenteur d’un faux passeport, fut appréhendé et inculpé de participation à incendie volontaire de temples chrétiens, d’association illicite, de vol qualifié, d’homicide, en plus d’autres délits mineurs. Incarcéré d’abord dans le pénitencier d’Ushuaia, il fut ensuite transféré pour raisons de sécurité à la prison de Río Gallegos, en Patagonie, d’où il réussit à s’enfuir une nuit de 1957, dans des conditions rocambolesques, avec pour compagnons de cavale John William Cooke, Jorge Antonio, José Espejo, Héctor Cámpora et d’autres prisonniers politiques. Après avoir franchi les Andes, il sollicita l’asile politique au Chili, mais, à la différence de ses camarades de fuite, se vit opposer un refus. Comme les autorités de ce pays s’apprêtèrent à l’extrader vers l’Argentine, il s’échappa à nouveau, cette fois déguisé en femme, et à destination du Venezuela, où se trouvait déjà Perón. Pour faire le voyage du Chili à Caracas, il adopta une nouvelle identité, se muant en « docteur Vargas, psychanalyste ».
Au Venezuela, Kelly accomplit quelques missions de renseignement pour le compte de Perón. Avant peu, il devint de notoriété publique qu’il travaillait pour la police secrète du régime vénézuélien et qu’il assistait les autorités dans leur répression contre les opposants, et qu’en outre il mettait en garde contre le risque de voir éclater au Venezuela la première révolution communiste d’Amérique latine. Les étudiants de l’université centrale commencèrent à établir un lien entre Kelly et les tortures pratiquées par l’appareil répressif. La colère contre le militant nationaliste se répercuta aussi sur le général Perón, qui s’était en effet vu offrir toute commodité de la part du régime de Marcos Pérez Jiménez.
Le 26 janvier 1958, le quotidien El Nacional titra « Perón dirigió la represión contra el pueblo venezolano » (Perón a dirigé la répression contre le peuple du Venezuela), et identifia l’ancien président argentin, au même titre que Kelly, comme un « auxiliaire de torture de la Sûreté nationale », et publia des lettres fraternelles de Perón adressées au directeur de cet organisme. Le général en exil ne tarda pas à se trouver dans le collimateur des révolutionnaires et sera pendant quatre jours cerné par les cabecitas negras déferlant déjà en grand nombre des montagnes, au cri de « mort aux dictateurs », et manifestant leur désir de le lyncher, lui ainsi que tous les Argentins qui l’entouraient. Perón était devenu l’un des ennemis du peuple.
Lorsque la révolution éclata au Venezuela, Perón fut ainsi l’une des cibles des insurgés, et avec lui tous ses collaborateurs, dont Kelly. Les Argentins cependant trouvèrent refuge dans l’ambassade de la République dominicaine. Dehors, devant l’ambassade, plus d’un millier de personnes secouaient le portail d’entrée ; les Argentins s’y trouvaient déjà enfermés depuis deux jours, mais la foule à l’extérieur ne désemparait pas. Tous les Argentins présents rendaient Kelly responsable de ce qui leur arrivait (« ils nous tueront à cause de lui », grommelaient-ils), et plusieurs se proposaient déjà de l’expulser de l’ambassade et de le livrer à la foule. Cependant, quelqu’un suggéra de mettre au vote l’obligation pour Kelly de quitter le bâtiment. Kelly alors acquiesça et décida de faire face, y mettant seulement deux conditions : qu’on lui fournît une paire de lunettes noires et un chapeau, en plus d’une somme d’argent. Quand enfin il sortit nonchalamment de l’ambassade et alla se mélanger à la foule, personne ne le reconnut. Tandis que le pays était en pleine convulsion révolutionnaire, Kelly prit contact avec deux agents de la CIA, les avertissant que les communistes étaient sur le point de pénétrer dans l’ambassade et de tuer Perón, et que la mort de Perón serait la porte ouverte à une prise de pouvoir des communistes sur tout le continent. Les États-Unis finirent par consentir à sauver Perón, en intercédant auprès du gouvernement révolutionnaire et sollicitant celui-ci de faire dégager les environs du bâtiment et de faciliter le départ de Perón pour la République dominicaine.

### Retour en Argentine
Kelly pour sa part réussit à fuir en Haïti et, à l’issue d’un séjour turbulent où il fut emprisonné, traversa la frontière en direction de la République dominicaine, où il resta quelques jours. La même année 1958, il retourna en Argentine, doté du passeport qu’il avait dérobé à Roberto Galán, mais fut arrêté au bout de six mois et transféré à nouveau à la prison d'Ushuaïa, dans l’extrême sud du pays. Au long de sa vie, Kelly aura passé ainsi, dans différentes circonstances, près de huit années en prison.
De son exil, Kelly avait inauguré la deuxième époque de la revue de l’ALN, Alianza, qui paraîtra dans les années 1960 sous le titre de Alianza del peronismo rebelde. Le 15 août 1963, après qu’il eut finalement obtenu sa remise en liberté, il accorda un entretien au journal Compañeros, où il déclara que ni l’ALN ni Tacuara (association de la droite nationaliste anti-péroniste, publiant une revue du même nom) n’étaient la solution et que ces deux mouvements devaient être dissous. Ce nonobstant, il continua de faire partie de la direction de la revue Alianza jusqu’à au moins 1967, année où il cessa de l’éditer et où il résolut de suivre sa propre voie, en manifestant une certaine prise de distance vis-à-vis de Perón et en faisant paraître la revue Marchar, à laquelle allaient contribuer peu ou prou les mêmes auteurs que ceux qui avaient auparavant collaboré à Alianza. 
En 1966, il occupa pendant quelques heures le siège du Comité de coordination nationale du PJ, d’où il lança une virulente proclamation contre le dirigeant syndical Augusto Vandor. Deux années plus tard, pendant une cérémonie d’hommage au lieutenant-général Arturo Ossorio Arana au cimetière de La Recoleta, il chahuta la cérémonie par ses cris du haut du clocher de l’église Notre-Dame-du-Pillier. Après le coup d’État militaire de 1976, il dirigea à New York une revue favorable à la politique menée par le régime dictatorial autodénommé Processus de réorganisation nationale.

### Dernières années de la dictature et démocratie restaurée
En 1981, encore en pleine dictature militaire, Kelly dénonça le vol, fait aux dépens de l’Argentine, de 60 millions de dollars, sous la forme de dettes détenue à raison de 10% par le général Guillermo Suárez Mason, qualifié par Kelly d’« assassin du peuple ». Selon lui, Mason était impliqué dans le pillage de la société pétrolière d’État YPF au cours de la décennie 1980. Était également partie prenante de ce vol, selon Kelly, l’ancien juge Pedro Narvaez, qui s’enfuit à Rio de Janeiro, puis en Espagne. Kelly affirma d’autre part que Mason travaillait comme mercenaire et entretenait des troupes de mercenaires dans les Caraïbes,.
En 1983, toujours sous la dictature, il se fit une notoriété en formulant une série de dénonciations en rapport avec la loge italienne P2, avec le pillage de la société pétrolière d’État YPF et avec l’assassinat du chef d’entreprise Fernando Branca, et en saisissant en outre la justice contre le meneur putschiste Emilio Eduardo Massera. Peu après, en août de la même année, Kelly fut enlevé et violemment molesté par une bande emmenée par Aníbal Gordon, qui déclara ensuite avoir agi sur ordre du dernier des dictateurs militaires, Reynaldo Bignone, et du 1er corps d’armée.
En 1991, sous la présidence de Carlos Menem, il dirigea sur la chaîne publique ATC une émission de télévision intitulée Sin Concesiones (littér. Sans concessions), dans laquelle il annonça vouloir révéler « d’où viennent les enfants des ‘dames Noble’ », allusion aux enfants adoptés par la directrice du journal Clarín, Ernestina Herrera de Noble. Lors d’une réunion entre Herrera de Noble, Héctor Magnetto et Carlos Menem, tenue dans le manoir d’Olivos le 2 mai 1991, Clarín et le gouvernement conclurent un pacte aux termes duquel Kelly verrait son émission déprogrammée sur ATC en contrepartie de la déprogrammation de l’émission de la journaliste Liliana López Foresi, Revista 13, Periodismo con opinión, où Menem se faisait régulièrement éreinter,,. Sur le même sujet des enfants de Herrera de Noble, Kelly écrivit un ouvrage publié par la maison d’édition Arkel en 1993 et intitulé Noble: Imperio Corrupto (littér. Noble : empire corrompu), dont ne seront toutefois tirés que 200 exemplaires, quoique l’auteur en offrît plusieurs à des bibliothèques publiques aux États-Unis. À son retour d’un voyage à Washington, il fit savoir qu’il s’était affilié à l’anticommuniste Fundación Nacional Cubano Americana, que dirigeait Jorge Mas Canosa, Cubain exilé à Miami et travaillant pour la CIA. Deux ans avant sa mort, il présenta une émission de radio, mais n’eut pas l’audience des années antérieures.
Kelly s’éteignit le 1er juillet 2005, victime d’un cancer terminal, à l’Hospital Alemán de Buenos Aires,.

## Corrélats
- Alliance libératrice nationaliste
- Juan Queraltó